# Lymantria maculosa
Lymantria maculosa este o specie de molii din genul Lymantria, familia Lymantriidae, descrisă de Walker 1855 Conform Catalogue of Life specia Lymantria maculosa nu are subspecii cunoscute.